# Pseudonthobium doense
Pseudonthobium doense là một loài bọ cánh cứng trong họ Bọ hung (Scarabaeidae).